# My Best Friend Is You
My Best Friend Is You je druhé album britské zpěvačky Kate Nash, které vyšlo v roce 2010.

## Seznam písní
1. Paris – 3:04
2. Kiss That Grrrl – 3:41
3. Don't You Want to Share the Guilt? – 5:05
4. I Just Love You More – 3:05
5. Do-Wah-Doo – 2:32
6. Take Me to a Higher Plane – 3:20
7. I've Got a Secret – 2:39
8. Mansion Song – 3:22
9. Early Christmas Present – 3:08
10. Later On – 3:34
11. Pickpocket – 3:21
12. You Were So Far Away – 3:26
13. I Hate Seagulls/My Best Friend is You – 8:50